# Melina Fernandez
Melina Fernandez Sanchez (geb. 2008 in Halver) ist eine deutsche Tanzsportlerin in der Disziplin Breakdance. 2024 wurde sie Deutsche Meisterin im Breaking. Sie ist auch bekannt unter ihrem Wettkampfnamen B-Girl Melina, den sie im Frühjahr 2025 in BGirl Melkez änderte.

## Werdegang
Melina Fernandez begann bereits in ihrem sechsten Lebensjahr mit Breaking. Sie schloss sich mit sieben Jahren zunächst einer Breakinggruppe in Lüdenscheid an. Schnell war sie erfolgreich und nahm an nationalen und internationalen Turnieren teil. Mit dem Gewinn des Hip Hop Grand Slam im Juni 2023 in Hamburg sicherte sich Fernandez einen Platz im deutschen Bundeskader. Sie startet derzeit (2024) für den Tanzsportverein Boston-Club Düsseldorf. Breaking-Bundestrainer Marco Baaden bezeichnet sie als Ausnahmetalent. Im Vorfeld der Olympischen Sommerspiele 2024 in Paris, bei denen zum ersten Mal olympische Wettkämpfe im Breaking stattfanden, berichteten verschiedene Fernsehsender über die Athletin. Nachdem Fernandez bereits 2023 und 2024 in den deutschen Wettkämpfen der Erwachsenen teilgenommen hatte, trat sie 2025, offenbar mit Blick auf die Jugendolympiade 2026,  bei den Finals in Dresden im Jugendturnier (Youth) an.

## Sportliche Erfolge
2018: Deutsche Meisterin in ihrer Altersklasse.
2022: Europameisterin Junioren 1 bei der IDO Open Breaking Championship.
2023: Gewinnerin Hip Hop Grand Slam, Hamburg. Fernandez gewann das Finale gegen ihr Idol Sanja Jilwan Rasul alias „B-Girl Jilou“, die deutsche Meisterin 2021 und 2023.
2024: Deutsche Meisterin im Breaking.
2025: Deutsche Meisterin Youth.
Fernandez’ Hoffnung, sich für die Teilnahme an den Olympischen Sommerspielen 2024 in Paris zu qualifizieren, erfüllte sich nicht.